# Ähtärinjärvi
Ähtärinjärvi (föråldrat Etseri sjö) är en sjö i Etseri, Soini och Alajärvi kommuner i Södra Österbotten. Ähtärinjärvi ligger 153,5 meter över havet. Den är 27 meter djup. Arean är 39,88 kvadratkilometer och strandlinjen är 120,1 kilometer lång. Sjön  ingår i Kumo älvs huvudavrinningsområde.   I omgivningarna runt Ähtärinjärvi växer i huvudsak blandskog. Den sträcker sig 25,8 kilometer i nord-sydlig riktning, och 8,4 kilometer i öst-västlig riktning.
I Ähtärinjärvi finns de större öarna:
- Nuottisaari
- Ollikkalansaari
- Kannussaari
- Vasikkasaari
- Peltosaari